# Epirrhoe hastulata
Epirrhoe hastulata là một loài bướm đêm thuộc họ Geometridae. Nó được tìm thấy ở châu Âu, from the area between miền bắc Scandinavia và Anpơ, through Kavkaz và Trung Á to bán đảo Kamchatka và quần đảo Kuril.
Sải cánh dài khoảng 19–22 mm. Con trưởng thành bay từ tháng 5 đến tháng 6.
Ấu trùng ăn các loài Galium, bao gồm Galium verum. Ấu trùng có thể tìm thấy từ tháng 7 đến tháng 8. Loài này qua đông dưới dạng nhộng.

## Phụ loài
- Epirrhoe hastulata hastulata
- Epirrhoe hastulata reducta (Djakonov, 1929)

## Hình ảnh

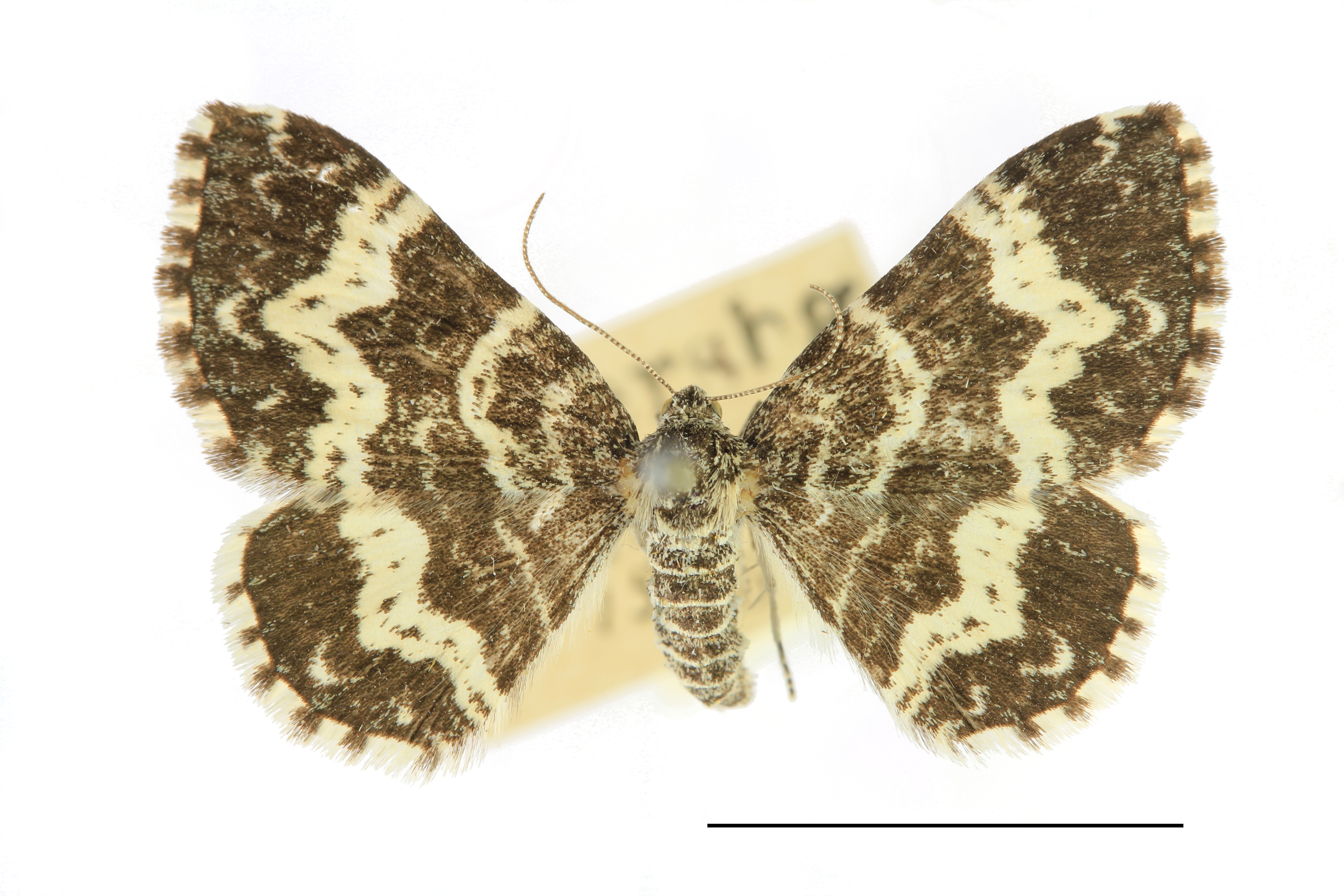